# امكورا (أكليف)
امكورا هي إحدى مشيخات المملكة المغربية، تتبع جغرافيا لإقليم الصويرة وإداريًا لأكليف. يقدر عدد سكانها بـ 3810 نسمة حسب الإحصاء الرسمي للسكان والسكنى لسنة 2004.